# Vliegtuigmoederschip

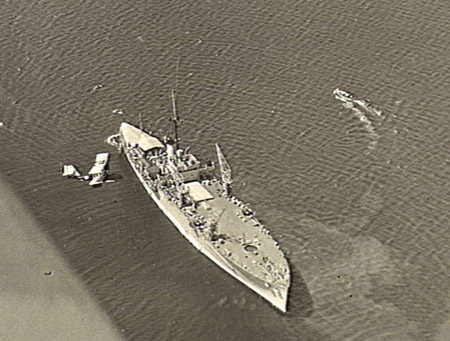
HMAS Albatross

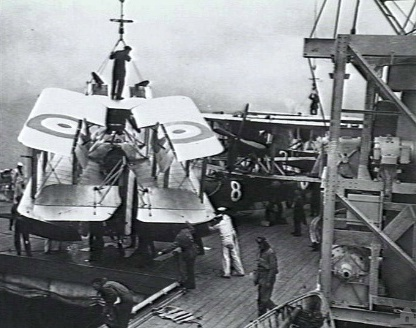
Een Seagull III met ingeklapte vleugels op het dek van HMAS Albatross

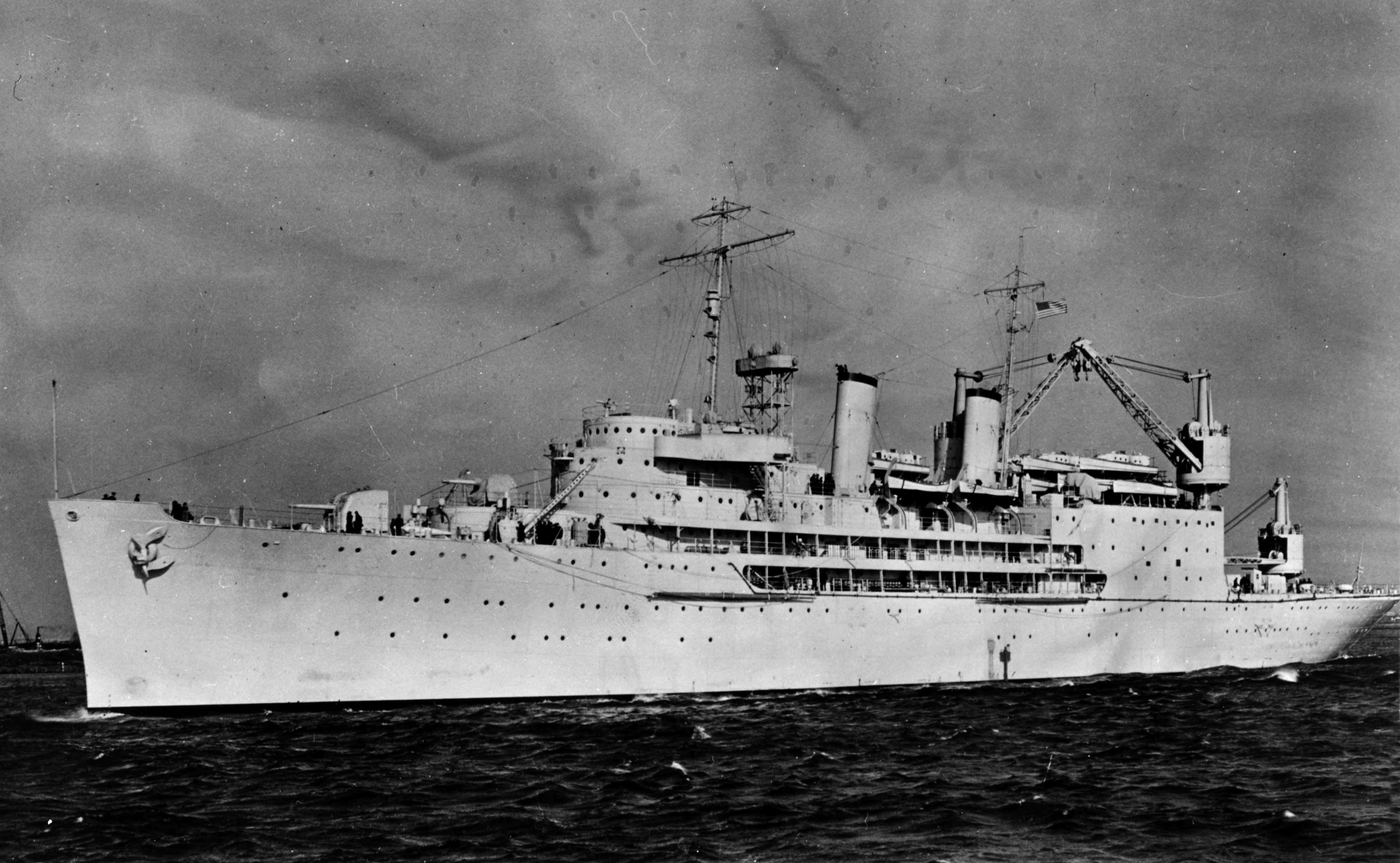
USS Curtiss in 1940

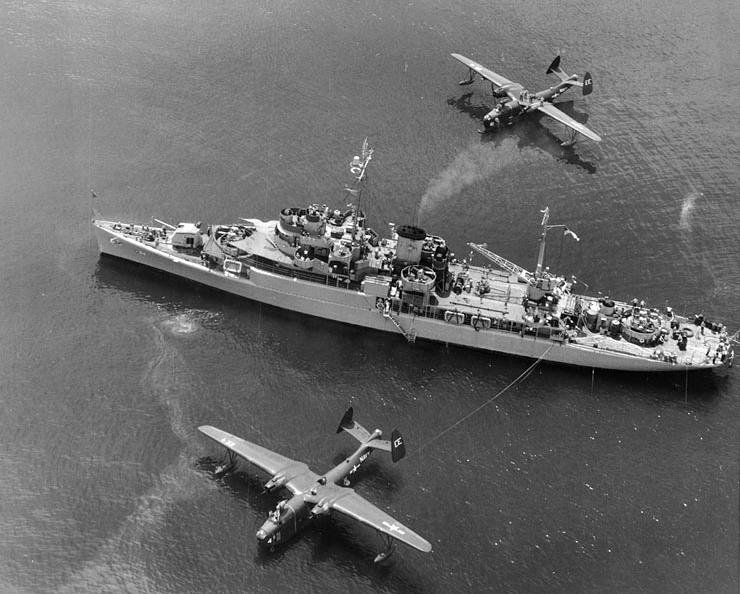
USS Timbalier was een schip van de Barnegat-klasse. In 1946 in dienst genomen en in 1954 uit dienst. Naast het schip twee Martin PBM Mariner toestellen.

Een vliegtuigmoederschip of vliegtuigtender is een schip uitgerust voor het onderhoud en bevoorraden van watervliegtuigen met brandstof en munitie.
De eerste schepen werden door het Britse leger in gebruik genomen tijdens de Eerste Wereldoorlog zoals de HMS Ark Royal. De schepen hadden kranen waarmee de vliegtuigen van en aan boord gehesen konden worden. Aan boord kon onderhoud worden gepleegd en de bemanning kon er rusten of instructies krijgen voor de volgende missie.
Tussen de beide wereldoorlogen zijn nog diverse schepen voor dit doel gebouwd. De Australische marine kreeg de HMAS Albatross, dit schip van 4.900 ton had drie kranen en bood plaats aan negen watervliegtuigen. In het voorste deel van het schip waren benedendeks hangars voor de vliegtuigen terwijl het achterste deel was gereserveerd voor de bemanning, de brug en scheepsmotoren. Verder hadden de Amerikaanse, Italiaanse en Japanse marine een of meer van deze schepen in de vaart.
Tijdens de Tweede Wereldoorlog bouwde de Amerikaanse marine schepen van de Curtiss-klasse gevolgd door die van de Currituck-klasse. Deze laatste waren 14.000 ton groot en boden plaats aan 25 toestellen. Net na de oorlog kwamen schepen van de Barnegat-klasse in de vaart die tot medio jaren 50 in dienst zijn gebleven. Na de oorlog werden watervliegtuigen steeds minder gebruikt en werden uit dienst genomen en de schepen volgden. 